# Tonke Dragtová
Antonia Johanna Willemina (Tonke) Dragtová, nepřechýleně Dragt (12. listopadu 1930, Batavia – 12. července 2024, Haag), byla nizozemská spisovatelka především knih pro děti a mládež.

## Životopis
Tonke Dragrová se narodila v hlavním městě tehdejší Nizozemské východní Indie Batavii (dnes hlavní město Indonésie Jakarta). Za druhé světové války byla v letech 1942–1945 internována se svou matkou a sestrami v japonském zajateckém táboře. Po válce se s rodinou odstěhovala do Nizozemska a zde vystudovala Akademii výtvarných umění v Haagu. Poté pracovala jako učitelka výtvarné výchovy na střední škole.
Svou literární činnost začala roku 1958 publikováním povídek v časopise pro děti Kris Kras. Roku 1961 vydala svou první knihu, pohádkový soubor Příběhy bratrů dvojčat  (Verhalen van de tweelingbroers), v němž použila i příběhy, které si pro ukrácení chvíle vymyslela již za války v zajateckém táboře.
O rok později vydala svůj nejslavnější román Dopis pro krále (1962, De brief voor de koning), dobrodružný fantasy příběh pro mládež z rytířských dob. Za toto dílo obdržela roku 1963 ocenění Kinderboek van het jaar (Dětská kniha roku), které bylo předchůdcem ceny Gouden Griffel (Zlaté pisátko). Roku 2004 získal tento román cenu Griffel der Griffels (Pisátko z pisátka) jako nejlepší nizozemská dětská kniha posledních padesáti let.
Dragtová je autorkou dvou desítek knih. Většina jejích příběhů se odehrává buď v nejasné minulosti nebo v daleké budoucnosti, jako například science fiction Planoucí lesy Venuše (1969, Torenhoog en mijlenbreed). Její hrdinové jsou mladí lidé, kteří hledají sami sebe a přitom často překračují stanovená pravidla. Za své dílo obdržela roku 1976 cenu Staatsprijs voor kinder-en jeugdliteratuur (Státní cena za literaturu pro děti a mládež).

## Z díla
- Příběhy bratrů dvojčat (1961, Verhalen van de tweelingbroers), pohádkový soubor.
- Dopis pro krále (1962, De brief voor de koning), dobrodružný fantasy příběh pro mládež z rytířských dob. Tento román získal roku 1963 ocenění Kinderboek van het jaar (Dětská kniha roku), které bylo předchůdcem ceny Gouden Griffel (Zlaté pisátko),[2] a roku 2004 cenu Griffel der Griffels (Pisátko z pisátka) jako nejlepší nizozemská dětská kniha posledních padesáti let.[3]
- Tajemství Divokého lesa (1965, Geheimen van het Wilde Woud), pokračování románu Dopis pro krále.
- Tajemství sedmé cesty (1966, De zevensprong).
- Planoucí lesy Venuše (1969, Torenhoog en mijlenbreed), sci-fi román vyprávějící o výzkumníkovi, který na Venuši poznává bytosti žijící v eticky vyspělejší společnosti. Kniha získala roku 1971 literární cenu Nienke van Hichtumové.[5]
- Únorové věže (1973, De torens van februari).
- Ve vodě číhá nebezpečí (1977, Water is gevaarlijk), příběhy o strašidlech, básně, skutečné i smyšlené události a pověsti.
- Nebezpečné okno a další příběhy (1979, Het gevaarlijke venster en andere verhalen), pohádkové příběhy.
- Tygří oči (1982, Ogen van Tijgers), sci-fi, volné pokračování románu Planoucí lesy Venuše.
- Hodinářovo tajemství (1989, Het geheim van de klokkenmaker),
- Za dveřmi (1992, Aan de andere kant van de deur), sci-fi
- Robot z blešího trhu (2000, De robot van de rommelmark), sci-fi předcházející svým dějem román Planoucí lesy Venuše.
- Co nikdo neví (2007, Wat niemand weet).

## Filmové adaptace
- Tajemství sedmé cesty (1982, De zevensprong), nizozemský televizní seriál, režie Karst van der Meulen.
- Dopis pro krále (2008, De brief voor de koning), nizozemský film, režie Pieter Verhoeff.[6]
- Dopis pro krále (2020, De brief voor de koning), nizozemský seriál, režie Alex Holmes, Charles Martin, Felix Thompson

## Česká vydání
- Planoucí lesy Venuše, Svoboda, Praha 1979, přeložily Hana Červenková a Hana Válková-Pločková, znovu Nakladatelství Triton, Praha 2006.
- Dopis pro krále, Albatros, Praha 2000, přeložila Jana Irmannová-Pellarová.